# Lista țărilor producătoare de vanilie
Lista țărilor producătoare de vanilie clasifică țările lumii în funcție de producția de vanilie (în mii de tone), de productivitate (în kg/ha) și de suprafața cultivată cu Vanilla planifolia și Vanilla fragrans (în mii de hectare) în anul 2023, oferind date comparative pentru perioada 2013-2023. Datele provin din baza de date FAOSTAT a Organizației pentru Alimentație și Agricultură a Națiunilor Unite (Food and Agriculture Organization of the United Nations - FAO). 
Producția anuală de vanilie la nivel global în anul 2022 a fost de 7.652,93 tone, cu 0.89% mai puțin decât în anul 2021, când s-a înregistrat o cantitate totală de 7.721,3 tone. Madagascar a fost de departe cel mai mare producător la nivel mondial, producția sa reprezentând peste o treime (41.31%) din totalul producției globale. 
În 2023, producția globală a fost de 7.432,73 tone, cu 2,88% mai puțin decât în anul precedent. Cel mai mare producător la nivel mondial a rămas Madagascar, producția sa reprezentând 41,89% din totalul producției globale.
Suprafața ocupată la nivel global de plantațiile de Vanilla planifolia și Vanilla fragrans în anul 2022 a fost de 93.191 hectare, cu 0.34% mai puțin decât în anul 2021, când suprafața cultivată totală a fost de 93.505 hectare. Madagascar a fost de departe lider mondial, suprafața sa cultivată, de 74.265 hectare, reprezentând peste trei sferturi (79,69%) din totalul la nivel global.
În 2023, suprafața ocupată la nivel global a fost de 92.751 hectare, cu 0,47% mai puțin decât în anul precedent. Cea mai mare suprafață recoltată la nivel mondial a rămas cea cultivată în Madagascar, reprezentând 80,05% din totalul global.

## Lista țărilor în funcție de producția de vanilie
| Țară                                                                    | Producție anuală (mii de tone) | Producție anuală (mii de tone) | Producție anuală (mii de tone) | Producție anuală (mii de tone) | Producție anuală (mii de tone) | Producție anuală (mii de tone) | Producție anuală (mii de tone) | Producție anuală (mii de tone) | Producție anuală (mii de tone) | Producție anuală (mii de tone) | Producție anuală (mii de tone) | Medie 2014-2023 | Creștere 2014-2023 |
| Țară                                                                    | 2023                           | 2022                           | 2021                           | 2020                           | 2019                           | 2018                           | 2017                           | 2016                           | 2015                           | 2014                           | 2013                           | Medie 2014-2023 | Creștere 2014-2023 |
|                                                                         |                                |                                |                                |                                |                                |                                |                                |                                |                                |                                |                                |                 |                    |
| ----------------------------------------------------------------------- | ------------------------------ | ------------------------------ | ------------------------------ | ------------------------------ | ------------------------------ | ------------------------------ | ------------------------------ | ------------------------------ | ------------------------------ | ------------------------------ | ------------------------------ | --------------- | ------------------ |
| GLOBAL                                                                  | 7,43                           | 7,65                           | 7,72                           | 7,03                           | 6,99                           | 7,47                           | 7,41                           | 7,54                           | 7,46                           | 7,31                           | 7,70                           | 7,40            | ▲ 1,73%            |
| Madagascar                                                              | 3,11                           | 3,16                           | 3,14                           | 3,04                           | 3,01                           | 3,10                           | 3,00                           | 2,94                           | 2,92                           | 3,14                           | 3,02                           | 3,06            | ▼ −0,81%           |
| Indonezia                                                               | 1,83                           | 1,97                           | 1,96                           | 1,41                           | 1,46                           | 1,87                           | 1,99                           | 2,20                           | 2,00                           | 2,00                           | 2,60                           | 1,87            | ▼ −8,36%           |
| Mexic                                                                   | 0,51                           | 0,52                           | 0,61                           | 0,59                           | 0,52                           | 0,49                           | 0,51                           | 0,51                           | 0,48                           | 0,42                           | 0,46                           | 0,52            | ▲ 21,05%           |
| Papua Noua Guinee                                                       | 0,49                           | 0,49                           | 0,49                           | 0,50                           | 0,50                           | 0,50                           | 0,49                           | 0,48                           | 0,51                           | 0,48                           | 0,44                           | 0,49            | ▲ 1,55%            |
| China                                                                   | 0,43                           | 0,43                           | 0,44                           | 0,43                           | 0,42                           | 0,46                           | 0,42                           | 0,40                           | 0,57                           | 0,29                           | 0,34                           | 0,43            | ▲ 51,88%           |
| Turcia                                                                  | 0,40                           | 0,38                           | 0,37                           | 0,36                           | 0,35                           | 0,34                           | 0,32                           | 0,31                           | 0,30                           | 0,29                           | 0,28                           | 0,34            | ▲ 38,36%           |
| Comoros                                                                 | 0,22                           | 0,24                           | 0,25                           | 0,24                           | 0,27                           | 0,26                           | 0,25                           | 0,26                           | 0,26                           | 0,25                           | 0,13                           | 0,25            | ▼ −12,23%          |
| Tonga                                                                   | 0,20                           | 0,19                           | 0,19                           | 0,19                           | 0,19                           | 0,19                           | 0,19                           | 0,18                           | 0,18                           | 0,18                           | 0,19                           | 0,19            | ▲ 6,93%            |
| Uganda                                                                  | 0,18                           | 0,18                           | 0,19                           | 0,18                           | 0,19                           | 0,18                           | 0,18                           | 0,18                           | 0,19                           | 0,19                           | 0,17                           | 0,18            | ▼ −0,85%           |
| Malawi                                                                  | 0,02                           | 0,02                           | 0,02                           | 0,02                           | 0,02                           | 0,02                           | 0,02                           | 0,02                           | 0,02                           | 0,02                           | 0,02                           | 0,02            | ▼ −1,09%           |
| Kenya                                                                   | 0,02                           | 0,02                           | 0,02                           | 0,02                           | 0,02                           | 0,02                           | 0,01                           | 0,01                           | 0,01                           | 0,01                           | 0,02                           | 0,02            | ▲ 4,61%            |
| Zimbabwe                                                                | 0,01                           | 0,01                           | 0,01                           | 0,01                           | 0,01                           | 0,01                           | 0,01                           | 0,01                           | 0,01                           | 0,01                           | 0,01                           | 0,01            | ▼ −1,68%           |
| Polinezia Franceză                                                      | 0,01                           | 0,03                           | 0,04                           | 0,04                           | 0,02                           | 0,04                           | 0,02                           | 0,03                           | 0,01                           | 0,03                           | 0,03                           | 0,03            | ▼ −71,26%          |
| Vanuatu                                                                 | 0,00                           | 0,00                           | N/A                            | N/A                            | N/A                            | N/A                            | N/A                            | N/A                            | N/A                            | N/A                            | N/A                            | 0,00            |                    |
| Insulele Cook                                                           | 0,00                           | 0,00                           | 0,00                           | 0,00                           | 0,00                           | 0,00                           | 0,00                           | 0,00                           | 0,00                           | 0,00                           | 0,00                           | 0,00            | ▲ 50,00%           |
| Belgia                                                                  | N/A                            | N/A                            | N/A                            | N/A                            | N/A                            | N/A                            | N/A                            | N/A                            | N/A                            | N/A                            | N/A                            |                 |                    |
| Fiji                                                                    | N/A                            | N/A                            | N/A                            | N/A                            | N/A                            | N/A                            | N/A                            | N/A                            | N/A                            | N/A                            | N/A                            |                 |                    |
| Portugalia                                                              | N/A                            | N/A                            | N/A                            | N/A                            | N/A                            | N/A                            | N/A                            | N/A                            | N/A                            | N/A                            | N/A                            |                 |                    |
| Seychelles                                                              | N/A                            | N/A                            | N/A                            | N/A                            | N/A                            | N/A                            | N/A                            | N/A                            | N/A                            | N/A                            | N/A                            |                 |                    |
| Sursa: Organizația pentru Alimentație și Agricultură a Națiunilor Unite |                                |                                |                                |                                |                                |                                |                                |                                |                                |                                |                                |                 |                    |

## Lista țărilor producătoare de vanilie în funcție de productivitate
| Țară                                                                    | Productivitate (t/ha) | Productivitate (t/ha) | Productivitate (t/ha) | Productivitate (t/ha) | Productivitate (t/ha) | Productivitate (t/ha) | Productivitate (t/ha) | Productivitate (t/ha) | Productivitate (t/ha) | Productivitate (t/ha) | Productivitate (t/ha) | Medie 2014-2023 | Creștere 2014-2023 |
| Țară                                                                    | 2023                  | 2022                  | 2021                  | 2020                  | 2019                  | 2018                  | 2017                  | 2016                  | 2015                  | 2014                  | 2013                  | Medie 2014-2023 | Creștere 2014-2023 |
|                                                                         |                       |                       |                       |                       |                       |                       |                       |                       |                       |                       |                       |                 |                    |
| ----------------------------------------------------------------------- | --------------------- | --------------------- | --------------------- | --------------------- | --------------------- | --------------------- | --------------------- | --------------------- | --------------------- | --------------------- | --------------------- | --------------- | ------------------ |
| Tonga                                                                   | 0,73                  | 0,72                  | 0,72                  | 0,71                  | 0,73                  | 0,71                  | 0,69                  | 0,65                  | 0,68                  | 0,65                  | 0,63                  | 0,70            | ▲ 12,76%           |
| Kenya                                                                   | 0,73                  | 0,78                  | 0,73                  | 0,72                  | 0,75                  | 0,73                  | 0,69                  | 0,66                  | 0,64                  | 0,68                  | 0,68                  | 0,71            | ▲ 7,07%            |
| Mexic                                                                   | 0,63                  | 0,65                  | 0,58                  | 0,57                  | 0,61                  | 0,57                  | 0,54                  | 0,52                  | 0,51                  | 0,45                  | 0,48                  | 0,56            | ▲ 39,98%           |
| Uganda                                                                  | 0,51                  | 0,51                  | 0,51                  | 0,50                  | 0,50                  | 0,50                  | 0,51                  | 0,51                  | 0,50                  | 0,52                  | 0,52                  | 0,51            | ▼ −2,63%           |
| Zimbabwe                                                                | 0,43                  | 0,43                  | 0,43                  | 0,43                  | 0,42                  | 0,43                  | 0,44                  | 0,41                  | 0,43                  | 0,43                  | 0,44                  | 0,43            | ▼ −0,58%           |
| Insulele Cook                                                           | 0,41                  | 0,44                  | 0,49                  | 0,55                  | 0,64                  | 0,71                  | 0,77                  | 0,83                  | 0,91                  | 1,02                  | 1,09                  | 0,68            | ▼ −59,91%          |
| Vanuatu                                                                 | 0,40                  | 0,40                  | N/A                   | N/A                   | N/A                   | N/A                   | N/A                   | N/A                   | N/A                   | N/A                   | N/A                   | 0,40            |                    |
| Papua Noua Guinee                                                       | 0,27                  | 0,28                  | 0,27                  | 0,28                  | 0,28                  | 0,27                  | 0,28                  | 0,27                  | 0,27                  | 0,27                  | 0,28                  | 0,28            | ▲ 1,40%            |
| Malawi                                                                  | 0,26                  | 0,26                  | 0,26                  | 0,26                  | 0,26                  | 0,26                  | 0,26                  | 0,26                  | 0,26                  | 0,26                  | 0,26                  | 0,26            | ▲ 0,54%            |
| Comoros                                                                 | 0,21                  | 0,21                  | 0,21                  | 0,21                  | 0,21                  | 0,21                  | 0,21                  | 0,21                  | 0,21                  | 0,21                  | 0,20                  | 0,21            | ▲ 0,58%            |
| Turcia                                                                  | 0,20                  | 0,20                  | 0,20                  | 0,20                  | 0,20                  | 0,20                  | 0,20                  | 0,20                  | 0,20                  | 0,20                  | 0,20                  | 0,20            | ▼ −0,05%           |
| Indonezia                                                               | 0,19                  | 0,20                  | 0,20                  | 0,15                  | 0,15                  | 0,17                  | 0,16                  | 0,15                  | 0,15                  | 0,15                  | 0,16                  | 0,17            | ▲ 32,02%           |
| China                                                                   | 0,17                  | 0,17                  | 0,17                  | 0,17                  | 0,17                  | 0,16                  | 0,17                  | 0,16                  | 0,16                  | 0,23                  | 0,13                  | 0,17            | ▼ −29,14%          |
| Polinezia Franceză                                                      | 0,12                  | 0,11                  | 0,11                  | 0,11                  | 0,11                  | 0,11                  | 0,11                  | 0,11                  | 0,11                  | 0,11                  | 0,11                  | 0,11            | ▲ 7,22%            |
| GLOBAL                                                                  | 0,08                  | 0,08                  | 0,08                  | 0,07                  | 0,08                  | 0,08                  | 0,08                  | 0,08                  | 0,08                  | 0,07                  | 0,08                  | 0,08            | ▲ 6,94%            |
| Madagascar                                                              | 0,04                  | 0,04                  | 0,04                  | 0,04                  | 0,04                  | 0,04                  | 0,04                  | 0,04                  | 0,04                  | 0,04                  | 0,04                  | 0,04            | ▲ 1,95%            |
| Sursa: Organizația pentru Alimentație și Agricultură a Națiunilor Unite |                       |                       |                       |                       |                       |                       |                       |                       |                       |                       |                       |                 |                    |

## Lista țărilor în funcție de suprafața cultivată cuVanilla planifoliașiVanilla fragrans
| Țară                                                                    | Productivitate (t/ha) | Productivitate (t/ha) | Productivitate (t/ha) | Productivitate (t/ha) | Productivitate (t/ha) | Productivitate (t/ha) | Productivitate (t/ha) | Productivitate (t/ha) | Productivitate (t/ha) | Productivitate (t/ha) | Productivitate (t/ha) | Medie 2014-2023 | Creștere 2014-2023 |
| Țară                                                                    | 2023                  | 2022                  | 2021                  | 2020                  | 2019                  | 2018                  | 2017                  | 2016                  | 2015                  | 2014                  | 2013                  | Medie 2014-2023 | Creștere 2014-2023 |
|                                                                         |                       |                       |                       |                       |                       |                       |                       |                       |                       |                       |                       |                 |                    |
| ----------------------------------------------------------------------- | --------------------- | --------------------- | --------------------- | --------------------- | --------------------- | --------------------- | --------------------- | --------------------- | --------------------- | --------------------- | --------------------- | --------------- | ------------------ |
| GLOBAL                                                                  | 92,75                 | 93,19                 | 93,51                 | 95,19                 | 91,56                 | 95,46                 | 93,95                 | 94,77                 | 94,18                 | 97,51                 | 97,13                 | 94,21           | ▼ −4,88%           |
| Madagascar                                                              | 74,24                 | 74,27                 | 74,29                 | 76,43                 | 72,84                 | 74,66                 | 72,69                 | 71,17                 | 70,59                 | 76,32                 | 72,36                 | 73,75           | ▼ −2,72%           |
| Indonezia                                                               | 9,44                  | 9,61                  | 9,58                  | 9,29                  | 9,53                  | 11,29                 | 12,45                 | 14,60                 | 13,60                 | 13,60                 | 16,60                 | 11,30           | ▼ −30,60%          |
| China                                                                   | 2,62                  | 2,60                  | 2,65                  | 2,59                  | 2,56                  | 2,79                  | 2,43                  | 2,47                  | 3,60                  | 1,22                  | 2,60                  | 2,55            | ▲ 114,34%          |
| Turcia                                                                  | 1,98                  | 1,91                  | 1,86                  | 1,80                  | 1,74                  | 1,68                  | 1,61                  | 1,56                  | 1,50                  | 1,43                  | 1,40                  | 1,71            | ▲ 38,39%           |
| Papua Noua Guinee                                                       | 1,79                  | 1,78                  | 1,80                  | 1,78                  | 1,77                  | 1,85                  | 1,72                  | 1,74                  | 1,87                  | 1,79                  | 1,57                  | 1,79            | ▲ 0,11%            |
| Comoros                                                                 | 1,05                  | 1,17                  | 1,20                  | 1,16                  | 1,30                  | 1,25                  | 1,19                  | 1,24                  | 1,22                  | 1,21                  | 0,62                  | 1,20            | ▼ −12,70%          |
| Mexic                                                                   | 0,81                  | 0,80                  | 1,05                  | 1,04                  | 0,86                  | 0,87                  | 0,96                  | 0,98                  | 0,95                  | 0,93                  | 0,97                  | 0,92            | ▼ −13,49%          |
| Uganda                                                                  | 0,36                  | 0,37                  | 0,36                  | 0,36                  | 0,37                  | 0,36                  | 0,35                  | 0,36                  | 0,37                  | 0,36                  | 0,33                  | 0,36            | ▲ 1,68%            |
| Tonga                                                                   | 0,27                  | 0,27                  | 0,27                  | 0,27                  | 0,27                  | 0,27                  | 0,27                  | 0,28                  | 0,27                  | 0,28                  | 0,30                  | 0,27            | ▼ −4,96%           |
| Malawi                                                                  | 0,08                  | 0,08                  | 0,08                  | 0,08                  | 0,08                  | 0,08                  | 0,08                  | 0,08                  | 0,08                  | 0,08                  | 0,08                  | 0,08            | ▼ −1,28%           |
| Polinezia Franceză                                                      | 0,07                  | 0,29                  | 0,34                  | 0,35                  | 0,19                  | 0,34                  | 0,15                  | 0,23                  | 0,10                  | 0,25                  | 0,25                  | 0,23            | ▼ −73,20%          |
| Zimbabwe                                                                | 0,02                  | 0,02                  | 0,02                  | 0,02                  | 0,02                  | 0,02                  | 0,02                  | 0,02                  | 0,02                  | 0,02                  | 0,03                  | 0,02            | ▬ 0,00%            |
| Kenya                                                                   | 0,02                  | 0,02                  | 0,02                  | 0,02                  | 0,02                  | 0,02                  | 0,02                  | 0,02                  | 0,02                  | 0,02                  | 0,02                  | 0,02            | ▼ −4,55%           |
| Vanuatu                                                                 | 0,01                  | 0,01                  | N/A                   | N/A                   | N/A                   | N/A                   | N/A                   | N/A                   | N/A                   | N/A                   | N/A                   | 0,01            |                    |
| Insulele Cook                                                           | 0,00                  | 0,00                  | 0,00                  | 0,00                  | 0,00                  | 0,00                  | 0,00                  | 0,00                  | 0,00                  | 0,00                  | 0,00                  | 0,00            |                    |
| Belgia                                                                  | N/A                   | N/A                   | N/A                   | N/A                   | N/A                   | N/A                   | N/A                   | N/A                   | N/A                   | N/A                   | N/A                   |                 |                    |
| Fiji                                                                    | N/A                   | N/A                   | N/A                   | N/A                   | N/A                   | N/A                   | N/A                   | N/A                   | N/A                   | N/A                   | N/A                   |                 |                    |
| Portugalia                                                              | N/A                   | N/A                   | N/A                   | N/A                   | N/A                   | N/A                   | N/A                   | N/A                   | N/A                   | N/A                   | N/A                   |                 |                    |
| Seychelles                                                              | N/A                   | N/A                   | N/A                   | N/A                   | N/A                   | N/A                   | N/A                   | N/A                   | N/A                   | N/A                   | N/A                   |                 |                    |
| Sursa: Organizația pentru Alimentație și Agricultură a Națiunilor Unite |                       |                       |                       |                       |                       |                       |                       |                       |                       |                       |                       |                 |                    |